# Nexus One
Nexus One è il primo smartphone presentato con il marchio Google. È prodotto da HTC ed è stato presentato il 5 gennaio 2010. È stato messo in commercio con la versione 2.1 del sistema operativo Android, e nei mesi successivi ha ricevuto aggiornamenti ufficiali alle versioni 2.2 e 2.3. Il nome Nexus One può essere, anche se non è stato ufficializzato, un riferimento al romanzo di fantascienza di Philip K. Dick Il cacciatore di androidi, da cui è anche stato tratto il film Blade Runner.

## Caratteristiche tecniche
- Rete HSDPA/HSUPA
- Processore Qualcomm Snapdragon QSD 8250 1 GHz
- RAM 512MB
- ROM 512MB
- Memoria interna da 512MB
- Memoria esterna Micro SD espandibile fino a 32GB
- Fotocamera da 5 Megapixel con flash
- Schermo AMOLED (successivamente sostituito con un analogo Super LCD) da 3,7 pollici schermo tattile capacitivo multitocco
- A-GPS
- Bussola digitale
- Connessione Bluetooth 2.1 EPR e A2DP per cuffie bluetooth
- Connessione Wi-Fi b/g/n
- Magnetometro
- Accelerometro
- Sensore di luce ambientale
- Sensore di prossimità

## Disponibilità
Il Nexus One è disponibile negli USA al prezzo di 529$, in Italia a 499€ con l'operatore Vodafone (in entrambi i casi il cellulare non è vincolato ad uno specifico operatore). L'Europa ha dovuto aspettare quattro mesi per il lancio ufficiale, avvenuto il 30 aprile in Gran Bretagna con Vodafone, subito seguito in tutto il resto d'Europa nell'arco di un mese, sempre con lo stesso operatore.

## Comparazione con l'HTC Desire

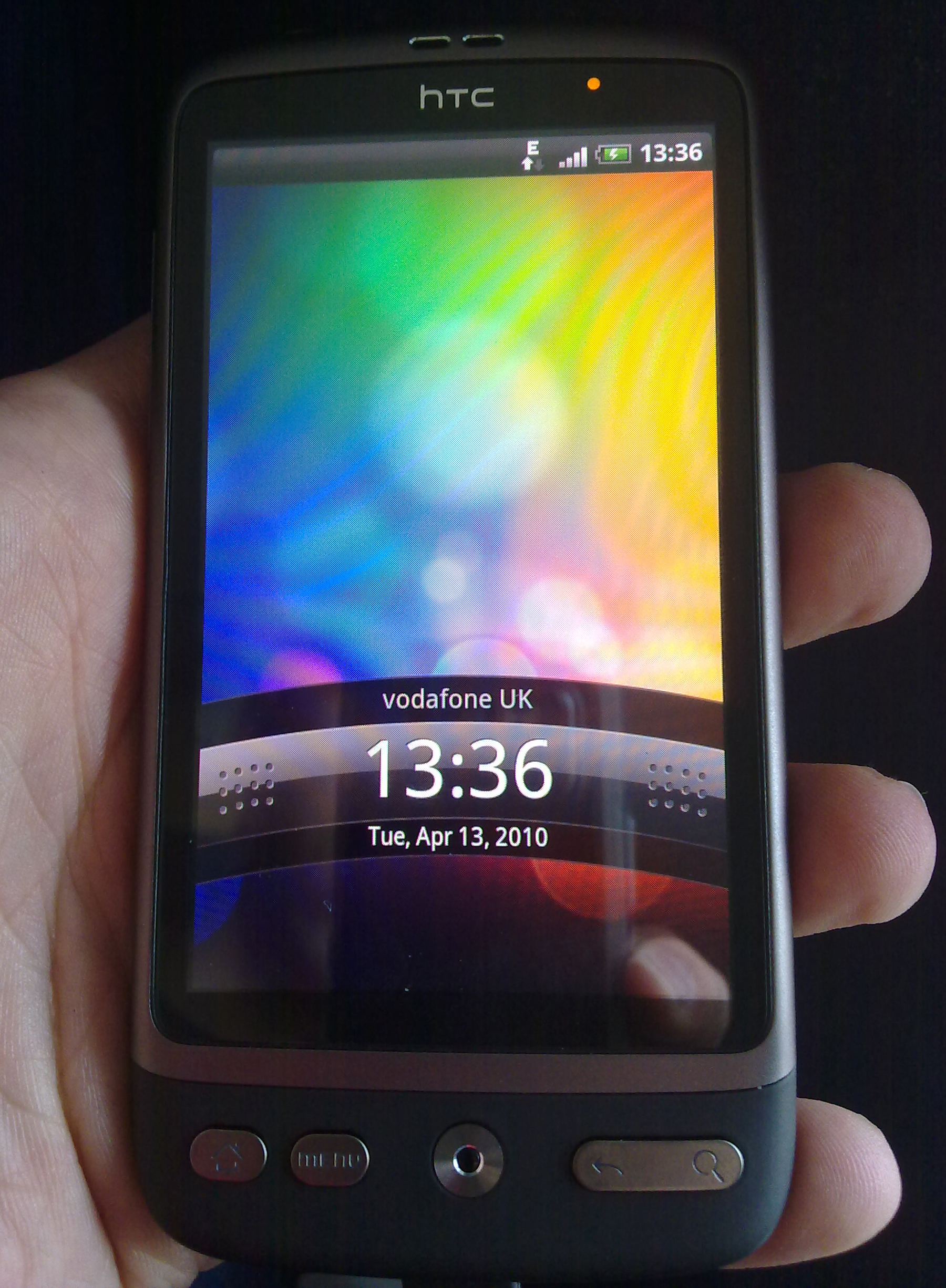
Un HTC Desire

Il Nexus One ha internamente una forte somiglianza con il HTC Desire, quest'ultimo ha però alcune differenze:
- Una scocca differente
- Un trackpad ottico invece della trackball
- Una fila di pulsanti fisici invece di pulsanti a sfioramento
- Inclusione della radio FM
- Assenza del microfono secondario per l'attenuazione del rumore, sostituito da un software equivalente
- Assenza degli attacchi pin per il dock
- 576 MB DRAM invece di 512 MB DRAM
- Dual band HSPA/WCDMA: 900/2100 MHz (850/2100 Telstra Australia),[8] invece del Tri-band
- Interfaccia HTC Sense inclusi gli sfondi live
- Adobe Flash Lite 4 incorporato
- Assenza del software di riconoscimento vocale, con la possibilità però di essere scaricato
- Supporto e aggiornamenti attraverso HTC anziché Google

## Successo commerciale
Nel primo mese di commercializzazione si stima che siano stati venduti 80 000 telefoni cellulari, nello stesso periodo i telefoni concorrenti iPhone e Droid hanno venduto 600 000 e 525 000 pezzi rispettivamente, mostrando che il dispositivo di Google ha ricevuto un'accoglienza tiepida da parte del mercato. Gli analisti hanno addebitato il modesto successo del telefono alle politiche commerciali di Google.
La motivazione di queste basse vendite è addebitata al fatto che Google ha commercializzato il Nexus One tramite un negozio online. Ultimamente, Google ha annunciato che comincerà piano piano a vendere il proprio smartphone anche via carrier telefonici (nel caso europeo, Nexus One verrà distribuito da Vodafone). Per adesso è disponibile in USA, Regno Unito, Francia, Spagna e Hong Kong. Dal 1º giugno è disponibile in Italia con l'operatore Vodafone.
È stata molto criticata la commercializzazione di Vodafone,in quanto ha subito continue posticipazioni, ufficialmente a causa dell'indisponibilità del prodotto rispetto alla richiesta.
Inoltre, all'uscita Italiana, è stato scoperto che la confezione che è attualmente in vendita con Vodafone, non contiene il caricabatterie e gli auricolari originali HTC, ma dei prodotti di qualità scadente. Nel luglio del 2010 Google ha ufficializzato che non venderà più il telefono dallo shop online del suo sito, ma solo attraverso negozi e Carrier locali.